# Musculus urethralis
Der Musculus urethralis (von lateinisch musculus „Muskel“; von griechisch ouréthra „Harnröhre“; „Harnröhrenmuskel“) ist ein quergestreifter Muskel an der Harnröhre (Urethra). Bei männlichen Säugetieren umgibt er zirkulär die Harnröhre, bei weiblichen entspringt der Muskel seitlich an der Vagina und bildet eine Schlinge um die Urethra. Beim Menschen wird er in den Musculus transversus perinei profundus und den eigentlichen äußeren Harnröhrenschließmuskel Musculus sphincter urethrae membranaceae unterteilt.
Der Musculus urethralis wirkt als Schließmuskel der Urinabgabe entgegen, dient also dem Harnhaltevermögen (Kontinenz). Er ist besonders in den Phasen eines erhöhten Bauchinnendrucks aktiv. Außerdem sorgt der Muskel mit rhythmischen Kontraktionen für den Weitertransport des Spermas bei der Ejakulation.
Die Innervation erfolgt durch die Nervi perineales, die dem Nervus pudendus entspringen.